# Johan Lulofs
Johan Lulofs (ou Jan Lulofs ; né le 5 août 1711 à Zutphen; † 4 novembre 1768 à Leyde) est un astronome et mathématicien néerlandais du XVIIIe siècle. Dans ses écrits, il s'est efforcé de concilier la science de son temps avec sa foi protestante et s'inscrit parmi les penseurs de la religion naturelle.

## Biographie
Après des études secondaires au lycée de Zutphen, il s’inscrit en 1729 aux cours de philosophie de l'Université d'Utrecht. Le 9 novembre, il y présente une communication de causis, propter quas zona torrida est habitabilis et obtient le 15 juin 1731 sa maîtrise avec un mémoire consacré aux aurores boréales, préparé sous la direction de Jacobus Odé. Il part ensuite étudier le droit à l’université de Leyde, mais soutient sa thèse de docteur en droit romain de mathemat. et malefic. à Utrecht, sous la direction d'Everard Otto.  Dès ces débuts, son intérêt pour les questions astronomiques et mathématiques se manifeste jusque dans la façon dont il aborde les questions juridiques.
Il exerce ensuite comme avocat à Zutphen, tout en se faisant connaître par diverses traductions, comme la « Friponnerie des esprits forts » de Richard Bentley (Amsterdam 1738) ou la version néerlandaise du manifeste newtonien de John Keill (1671–1721) : Inleidinge tot de waare natuur- en sterrekunde, of de natuur- en sterrekundige lessen (Leyde, 1741). Une seconde édition de ce livre contient une annexe de Peder Horrebow sur le système héliocentrique de Nicolas Copernic.
Devenu membre étranger de l’Académie des sciences de Berlin (8 août 1736), sa réputation scientifique pousse les régents de l’université de Leyde à lui confier, le 12 juin 1742, leur chaire d'Astronomie et de Mathématiques, et donc la direction de l'observatoire de Leyde. Sa leçon inaugurale est intitulée De causis Astronomiae promotae. Le 8 février 1744, il reprend la chaire d’Ethique et de Métaphysique, avec un discours De utilissimo, sed hactenus raro matheseos ac metaphysices connubio. Son activité d'organisateur le fait élire recteur. En 1752, il est élu président de la Société scientifique de Haarlem, et le gouvernement le nomme intendant général des digues et canaux de Hollande et de Frise-Occidentale. Joseph-Nicolas Delisle le nomme 1758 membre correspondant de l’Académie des sciences de Paris.
Lulofs, s'il n'a pas fait de découvertes originales, a contribué à répandre le goût des sciences mathématiques dans sa patrie par ses livres et ses articles, dont les thèmes vont de l'organisation des canaux à la physique newtonienne, en passant par la cartographie mathématique et ses observations astronomiques. Très pieux, il s'attachait à concilier les découvertes de la sciences avec la foi, selon une forme de religion naturelle qui en fait un représentant des penseurs des Lumières aux Pays-Bas, dans la tradition des Pieter van Musschenbroek et Willem Jacob ’s Gravesande.

## Œuvres
- Disputatio philosophica de causis, propter quas zona torrida est habitabilis. van Megen, Utrecht 1729.
- Disputatio philosophica inauguralis de aurora boreali. van Megen, Utrecht 1731. (Digitalisat)
- Voornaamste waarheden. Amsterdam 1738
- Inleidinge tot de waare natuur- en sterrekunde, of de natuur- en sterrekundige lessen (…). Leiden 1741 (Übersetzung von John Keill, books.google.de)
- De zegepralende Copernicus of eene verhandelinge over het verschilzicht des jaarlykschen loopkrings, waar in uit een menigte van sterrekundige waarnemingen de beweginge des aardkloots rondom de zon betoogt word. Zutphen 1741, Leiden / Zutphen 1750, (Übersetzung von Peder Horrebow)
- Oratio De causis Astronomiae promotae. Verbeek, Leiden 1742. (Digitalisat)
- Oratio De utilissimo, sed hactenus raro matheseos ac metaphysices connubio. Verbeek, Leiden 1744. (Digitalisat)
- Introductio ad cognitionem atque usum utriusque globi, institutionibus domesticis adoommodata. 1743–1748, 3 Bände. 1763 In: Deutsch Abraham Gotthelf Kestner: Einleitung zu der mathematischen und physikalischen Kenntnis der Erdkugel. Göttingen / Leipzig 1755 (Modèle:VerzDtDrucke)
- Inleiding tot eene natuur- en wiskundige beschouwinge des aardkloots. (tot dienst der landgenooten) Leiden 1750
- Primae lineae theologiae naturalis theoreticae secundum normam emendatae ontologiae et pneumatologiae. Leiden 1756, 1768 (books.google.de)
- De jure summi imperantis circa sacra. Leiden 1756
- Oratio De iis, quae in his regionibus astronomiae, praesertim practicae, cultui hactenus fuerunt impedimento. 1756
- Oratio funebris in obitum Johannis van den Honert, T. H. filii, S. S. theologiae doctoris. Leiden 1758
- Grond-beginselen der wynroey- en peilkunde, ten dienste der landgenooten. Leiden 1764 (books.google.de)